# Панфілов Микита Владиславович
Микита Владиславович Панфілов (рос. Ники́та Владисла́вович Панфи́лов; нар. 30 квітня 1979, Москва, Росія) — російський актор театру, кіно та телебачення, телеведучий. Фігурант бази даних центру «Миротворець» через порушення правил перетину державного кордону України — незаконне відвідування окупованого Криму.

## Біографія
Микита Панфілов народився 30 квітня 1979 року в Москві, у театральній сім'ї. Батько — Владислав Панфілов, керівник московського «Театру охочих комедіантів», доцент Академії підвищення кваліфікації працівників мистецтва, культури та туризму. Мати — режисер у Московському театрі «Монотон».
У віці п'яти років виступав на сцені в ролі Івана-царевича в одній із дитячих постановок, а в чотирнадцять років — Діда Мороза.
У московській середній школі № 809 займався у секції греко-римської боротьби. До восьмого класу став майстром спорту та увійшов до олімпійського резерву юнацької збірної Росії.
Закінчивши середню школу 1996 року, вступив на акторський факультет Інституту сучасного мистецтва у Москві. Потім пройшов військову службу по призову у лавах Збройних сил Росії. Після служби подав документи одразу до кількох московських театральних вищих навчальних закладів.
У 2002 році вступив, а в 2006 році закінчив акторський факультет Школи-студії МХАТ у Москві (керівники курсу — Ігор Золотовицький та Сергій Земцов), після чого був прийнятий у трупу Московського Художнього театру імені А. П. Чехова, де, будучи студентом, 2003 року дебютував у ролі Ікара у виставі «Осада» Євгена Гришковця. Прослужив у МХТ імені О. П. Чехова десять років (2006—2016).
2005 року дебютував на телебаченні, зігравши головну роль у телесеріалі «Ад'ютанти кохання». Після цього були невеликі ролі у фільмах «Мотузка з піску», «Погоня за ангелом», у серіалах «Атлантида», «Шляховики», «Мати-й-мачуха» та інших. 2012 року вийшов художній фільм «Духless», в якому Микита Панфілов зіграв Мішу Вуду. Широку популярність актор отримав у 2015 році завдяки головній ролі Максима Максимова в українському серіалі «Пес». За роль Станіслава Агапова, антагоніста героя Павла Прилучного, у серіалі «Мажор» (2014—2016), Панфілов був відзначений професійним призом Асоціації продюсерів кіно та телебачення у галузі телевізійного кіно у номінації «Кращий актор другого плану у телевізійному фільмі».
З 2020 року співпрацює з Державним академічним Малим театром Росії в Москві, на сцені якого грає роль Йоганна Вільгельма Мебіуса (пацієнта) у виставі «Фізики» за однойменною п'єсою Фрідріха Дюрренматта у постановці Олексія Дубровського.

## Громадська позиція
Фігурант бази даних центру «Миротворець» через порушення правил перетину державного кордону України — незаконне відвідування окупованого Криму. Вже після потрапляння в базу відвідував Київ, для участі в зйомках українського серіалу «Пес». У 2019 році заявив, що не збирається відвідувати окупований Крим, адже бажає продовжувати зйомки у наступному сезоні серіалу «Пес».

## Фільмографія

### Фільми
| Рік  |   | Українська назва | Оригінальна назва | Роль      |
| ---- | - | ---------------- | ----------------- | --------- |
| 2011 | ф | Духless          | рос. Духless      | Міша Вуду |
| 2014 | ф | Обчислювач       | рос. Вычислитель  | Матіас    |

### Серіали
| Рік       |   | Українська назва | Оригінальна назва | Роль                                           |
| --------- | - | ---------------- | ----------------- | ---------------------------------------------- |
| 2008—2011 | с | Універ           | рос. Универ       |                                                |
| 2014—2016 | с | Мажор            | рос. Мажор        | Станіслав Анатолійович Агапов, мажор-наркоман  |
| 2015—2021 | с | Пес              | рос. Пёс          | Максим Максимов, колишній співробітник поліції |
| 2020      | с | Грозний          | рос. Грозный      | Іван Петрович Челяднін                         |